# Südschleswigscher Wählerverband
De Südschleswigscher Wählerverband (SSW, Deens: Sydslesvigsk Vælgerforening, Noord-Fries: Söödschlaswiksche Wäälerferbånd) is een politieke partij in de Duitse deelstaat Sleeswijk-Holstein. De partij vertegenwoordigt de belangen van de Friese en Deense minderheid in deze deelstaat. Daarom wordt haar eventuele aanwezigheid in de Landdag en Bondsdag onder de Sleeswijk-Holsteinse kieswet van 1955 expliciet niet gehinderd door de kiesdrempel van 5 procent, die voor overige partijen wel geldt. De SSW bestaat sinds 1948 en had eind 2016 ongeveer 3.400 leden.

## Verkiezingsuitslagen

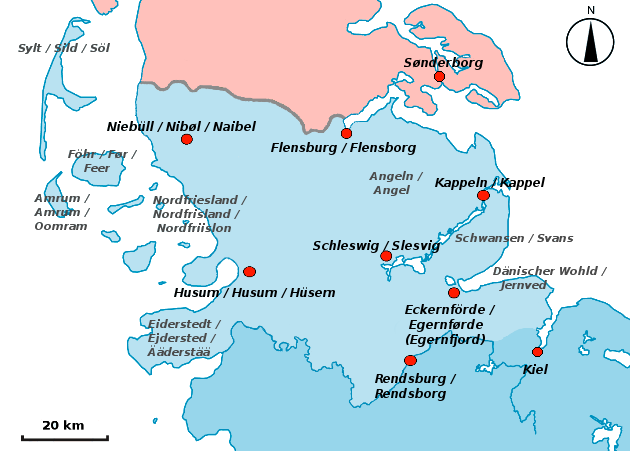
Alleen in Zuid-Sleeswijk en Helgoland kan op de SSW worden gestemd.

### Landdag van Sleeswijk-Holstein
De SSW is sinds haar oprichting vrijwel altijd vertegenwoordigd geweest in de Landdag van Sleeswijk-Holstein. De periode 1954–1958 was hierop de enige uitzondering. Tussen 1962 en 2000 behaalde de partij bij alle landdagverkiezingen in de deelstaat telkens één zetel. Sindsdien waren het er steeds minstens twee. Bij de meest recente verkiezingen (in mei 2017) behaalde de partij 3,3% van de stemmen, wat een licht verlies betekende ten opzichte van de verkiezingen voordien. Haar drie zetels in het parlement bleven behouden.
Tussen 2012 en 2017 maakte de SSW voor het eerst deel uit van de regering van Sleeswijk-Holstein. De partij vormde hierbij een coalitie met de SPD en Bündnis 90/Die Grünen. Omdat de kleuren van de coalitiepartijen rood, blauw en groen zijn, wordt deze constellatie in de volksmond een Dänenampel genoemd, een variant op de traditionele verkeerslichtcoalitie. Het kabinet, dat onder leiding stond van minister-president Torsten Albig (SPD), telde één SSW-minister. Dit was Anke Spoorendonk, minister van Justitie en Cultuur en tevens viceminister-president. 

### Bondsdag
Naast haar aanwezigheid in de Landdag is de SSW tevens vertegenwoordigd in verschillende gemeenteraden. De partij is in de periode 1949-1953 vertegenwoordigd geweest in de Bondsdag en deed sinds 1965 niet meer mee aan de federale verkiezingen. Voor de Duitse Bondsdagverkiezingen 2021 deed de partij voor het eerst weer een gooi naar een zetel. Zestig procent van de partijleden stemde in met het voorstel om opnieuw aan de landelijke verkiezingen mee te doen. 
Aangezien SSW een partij voor minderheden is, geldt de kiesdrempel van vijf procent niet voor SSW. Voor hen geldt alleen de feitelijke kiesdrempel van 0,09%, waarbij een van de (minstens) 598 zetels wordt behaald. De SSW kreeg 55.578 stemmen, wat overeenkomt met 0,12% van alle uitgebrachte stemmen in Duitsland en 3,2% in Sleeswijk-Holstein. De SSW won hiermee één zetel, die ingenomen werd door Stefan Seidler. Bij de verkiezingen van 2025 werd deze zetel behouden.